# NGC 188
Az NGC 188 (más néven Caldwell 1) egy nyílthalmaz a Cepheus csillagképben.

## Felfedezése
Az NGC 188 nyílthalmazt John Herschel fedezte fel 1831-ben és h 34 jelzéssel katalogizálta. A Caldwell-katalógusban (mivel annak legészakabbi objektuma) az 1-es sorszámmal szerepel.

## Tudományos adatok
Az NGC 188 a Tejútrendszer egyik legöregebb nyílthalmaza, számítások szerint több, mint 5 milliárd éves. Körülbelül 120 csillagból áll.

## Megfigyelési lehetőség
Mivel egyetlen olyan tagja sincs, mely fényesebb 10m vagy 11m-nál, s átmérője se valami nagy, ezért láthatósága nagyban függ az égbolt állapotától. Egy amatőrcsillagász a feljegyzéseiben azt írta, hogy negyedfázisú Holddal az égen az NGC 188 épphogy látható volt egy 65 mm-es binokulárban. Az amatőrcsillagászok egyik kedvenc objektuma.